# Sidimar
Sidimar Fernando Cigolini (São José do Cedro, 9 luglio 1992) è un calciatore brasiliano, difensore dell'Athletic.

## Carriera
Nato a São José do Cedro, è cresciuto nell'Atlético Mineiro dove è stato promosso fra i professionisti nel 2010. Fra il 2013 e il 2015 è stato ceduto in prestito ad Araxá, Villa Nova, Madureira, Ipatinga e Tupi alternandosi fra Série C, D e Campionato Mineiro.
Rimasto svincolato, nel 2015 ha firmato un contratto definitivo con il Tupi dove è rimasto per due stagioni. In seguito dopo un breve periodo all'Athletic ha firmato per la Juventude e poi per l'Oeste, dove ha esordito in Série B. Nel 2020 è tornato all'Athletic dove ha giocato nei campionati dello stato di Minas Gerais per tre stagioni.
Nel 2022 è stato acquistato dal Goiás a titolo definitivo. Ha debuttato in Série A l'8 maggio contro l'Atlético Goianiense.

## Statistiche

### Presenze e reti nei club
Statistiche aggiornate al 26 maggio 2022.
| Stagione        | Squadra         | Campionato      | Campionato | Campionato | Coppe nazionali | Coppe nazionali | Coppe nazionali | Coppe continentali | Coppe continentali | Coppe continentali | Altre coppe | Altre coppe | Altre coppe | Totale | Totale | Totale |
| Stagione        | Squadra         | Comp            | Pres       | Reti       | Comp            | Pres            | Reti            | Comp               | Pres               | Reti               | Comp        | Pres        | Reti        | Pres   | Reti   |        |
| --------------- | --------------- | --------------- | ---------- | ---------- | --------------- | --------------- | --------------- | ------------------ | ------------------ | ------------------ | ----------- | ----------- | ----------- | ------ | ------ | ------ |
| 2013            | Araxá           | D               | 1          | 1          |                 | -               | -               |                    | -                  | -                  |             | -           | -           | 1      | 1      |        |
| 2014            | Villa Nova      | M1/MG           | 5          | 0          |                 | -               | -               |                    | -                  | -                  |             | -           | -           | 5      | 0      |        |
| 2014            | Madureira       | C               | 1          | 0          |                 | -               | -               |                    | -                  | -                  | CR          | 8           | 1           | 9      | 1      |        |
| 2015            | Ipatinga        | M2/MG           | 6          | 0          |                 | -               | -               |                    | -                  | -                  |             | -           | -           | 6      | 0      |        |
| 2015            | Tupi            | C               | 13         | 1          | CB              | 0               | 0               |                    | -                  | -                  |             | -           | -           | 13     | 1      |        |
| 2016            | Tupi            | M1/MG           | 11         | 0          |                 | -               | -               |                    | -                  | -                  |             | -           | -           | 11     | 0      |        |
| 2018            | Tupi            | M1/MG+C         | 13+17      | 0+4        |                 | -               | -               |                    | -                  | -                  |             | -           | -           | 30     | 4      |        |
| 2018            | Athletic        | SD/MG           | 10         | 0          |                 | -               | -               |                    | -                  | -                  |             | -           | -           | 10     | 0      |        |
| 2019            | Juventude       | PD/RS+C         | 2+21       | 1+0        | CB              | 6               | 0               |                    | -                  | -                  |             | -           | -           | 29     | 1      |        |
| 2020            | Oeste           | A1/SP+B         | 8+10       | 0+1        |                 | -               | -               |                    | -                  | -                  |             | -           | -           | 18     | 1      |        |
| 2020            | Athletic        | M2/MG           | 6          | 0          |                 | -               | -               |                    | -                  | -                  |             | -           | -           | 6      | 0      |        |
| 2021            | Athletic        | M1/MG           | 12         | 0          |                 | -               | -               |                    | -                  | -                  |             | -           | -           | 12     | 0      |        |
| 2022            | Athletic        | M1/MG           | 14         | 0          |                 | -               | -               |                    | -                  | -                  |             | -           | -           | 14     | 0      |        |
| 2022            | Goiás           | PD/GO+A         | 0+5        | 0          | CB              | 1               | 0               |                    | -                  | -                  | CV          | 1           | 0           | 7      | 0      |        |
| 2023            | Goiás           | PD/GO+A         | 9+4        | 0          | CB              | 2               | 0               | CS                 | 4                  | 0                  | CV          | 3           | 0           | 22     | 0      |        |
| Totale carriera | Totale carriera | Totale carriera | 168        | 8          |                 | 9               | 0               |                    | 4                  | 0                  |             | 12          | 1           | 193    | 9      |        |

## Palmarès

### Club

#### Competizioni statali
- Recopa Mineira: 1

Athletic: 2022